# Раміз Гасаноглу
Раміз Гасаноглу (азерб. Ramiz Həsənoğlu; нар. 13 квітня 1946, Єреван) — азербайджанський радянський режисер; заслужений діяч мистецтв Азербайджану; Народний артист Азербайджану (2006).

## Біографія
З 1966 року — помічник режисера на Азербайджанському телебаченні. У 1971 році закінчив Азербайджанський державний інститут мистецтв, в 1978 році — режисерський факультет Ленінградського інституту театру, музики і кіно.
Раміз Гасаноглу — автор багатьох улюблених азербайджанським глядачам телевистав, таких як: «Розстроєне піаніно», «Ордан-бурдан» («Звідти-звідси»), «У поїзді», «Евлері кондалан яр», «Людина в зелених окулярах». Також екранізував твори азербайджанського письменника Анара — «Ти, я, він і телефон», «Оживлює нас століття», «Тривога». Всього ним поставлено понад 50 художніх і документальних фільмів, телеспектаклів, а також понад 200 телевізійних передач.
У 1989 році удостоєний звання заслуженого діяча мистецтв Азербайджану.
У 2000 році фільм «Сім'я», створений у співавторстві з Рустамом Ібрагімбековим, удостоєний головного призу Євразійського фестивалю, що проходив у Москві .
З 1993 року і по теперішній час Раміз Гасаноглу керує творчим об'єднанням «Сабах» на Азербайджанському державному телебаченні.

## Фільмографія
- 1975 Наші жінки (документальний)
- 1976 Самед Вургун (документальний)
- 1977 Яскрава доля (документальний)
- 1978 Остання ніч минає
- 1978 Три ескізи (документальний)
- 1979 Сумгаїт (документальний)
- 1979 Перетин доріг
- 1980 Розстроєне піаніно
- 1981 В поїзді
- 1982 Евлері кондалан яр
- 1983 Топал Теймур
- 1984 Невинний Абдулла
- 1985 Дотик (документальний)
- 1985 Замкнута орбіта
- 1986 Ордан-бурдан (Звідти-звідси)
- 1997 Людина в  зеленних окулярах
- 1989 На дорогах життя
- 1990 Лицем до лиця з Анаром (також сценарист)
- 1992 Каманча
- 1993 Голодні простаки (за твором А. Ахвердиєва)
- 1998 Неспокій (за твором Джаліла Мамедкулізаде)
- 1999 Людина в зелених окулярах — 2
- 1998 Сім'я (спільно з Р. Ібагімбековим)
- 2001 Некролог
- 2002 Запрошувальна картка
- 2007 Життя Джавіда
- 2012 Посол зорі